# Carlos de Oliveira Magalhães
Carlos Manuel de Oliveira Magalhães, nadimka Litos (25. veljače 1974., Porto, Portugal) je portugalski umirovljeni nogometaš. Nastupao je i za Portugal u nekoliko utakmica.
Igrao je za ove klubove:
- Campomaiorense (1992. – 1993.)
- Estoril (1993. – 1994.)
- Rio Ave (1994. – 1995.)
- Boavista (1995. – 2001.)
- Málaga CF  (2001. – 2005.)
- Academica de Coimbra

Igrao je na OI 1996.
Bio je bitni Málagin igrač u njenom rezultatu u španjolskoj 1. ligi.
Bio je kapetanom Boaviste, kada je taj klub osvojio svoj prvi naslov u povijesti 2001. godine, slomivši nadmoć velike trojice portugalskog nogometa, Benfice, Porta i Sportinga.
Osvojio je još jedan portugalski kup i superkup.

## Vanjske poveznice
- Profil na Eurosport.fr